# 蔣顯斌
蔣顯斌（1969年出生），是一位出身臺灣的企業家及製片人。他是新浪網及CNEX的共同創辦人。

## 生平
1969年出生；他的母親是營養學者蔣見美，他的外祖父是蔣彥士。
就讀建國中學時，蔣顯斌曾在王文華領導下任《建中青年》美術編輯。就讀國立臺灣大學時，他又投入於校內美術社團，並曾舉辦個人作品展覽；此外，蔣顯斌曾故意使其體育成績不及格，並因而得以延後畢業以研讀哲學、心理學、社會學等領域。蔣顯斌由母親單親扶養長大， 1994年蔣顯斌的母親過世後，他為紀念母親而改姓「蔣」。
在邰中和與曹德風的投資下，蔣顯斌與洪瑞殷、林欣禾等投入網路創業，在史丹佛大學畢業之前，於1994年創辦「華淵生活資訊網」（SINANET）。
1997年，趨勢科技總裁姜豐年加入華淵生活資訊網，華淵於是與北京四通利方在線合併，更名為新浪網。 新浪網是當時橫跨中港台美華文最大入口網站，並於2000年在美國納斯達克上市，成為第一家在美國上市的中國入口網站。
2000年，蔣顯斌接任新浪台灣總經理；此前，他曾任新浪產品開發暨媒體策略聯盟副總裁等職務。
2002年，當時台灣網路平台市場上第一名為奇摩。新浪與雅虎競爭併購奇摩，最後由雅虎併購。因判斷台灣市場難以獨佔，蔣顯斌遷居北京，開拓中國市場。
2006年，蔣顯斌決定轉換跑道，投入華人紀錄片的製作。在時報文教基金會、佳格食品等贊助下，蔣顯斌與陳玲珍、張釗維等開始籌備組織華人紀錄片平台CNEX，並許下「一年十片，十年百片」的願望。蔣顯斌是CNEX的創辦人之一，並身兼CNEX董事長與執行長。2013年因心臟問題，蔣顯斌接受手術治療，由陳玲珍接任CNEX執行長，蔣顯斌為CNEX的董事長。
2017年，蔣顯斌受邀成為美國影藝學院的成員，並擔任奧斯卡金像獎紀錄片評審委員。
蔣顯斌不僅致力於紀錄片與電影的推廣，同時支持許多新創公司的成立與發展。平時他喜愛練習書法及觀賞字帖。

## 外部連結
- Ben Tsiang — Taiwan Startup Stadium (TSS) （页面存档备份，存于）（英文）（繁體中文）
- 蔣顯斌在互联网电影资料库（IMDb）上的資料（英文）
- 「台灣紀錄片的成績讓全世界驚呆了！」／專訪CNEX董事長蔣顯斌 （页面存档备份，存于）
- 【CNEX】蔣顯斌：一起讓台灣成為華人紀錄片首都-特別企劃-博客來OKAPI （页面存档备份，存于）
- 關於CNEX - CNEX-給下一代太平盛世的備忘錄Looking for Chinese 2.0 （页面存档备份，存于）